# Spring Creek
Spring Creek és una concentració de població designada pel cens dels Estats Units a l'estat de Nevada. Segons el cens del 2000 tenia 10.548 habitants.

## Demografia
Segons el cens del 2000, Spring Creek tenia 10.548 habitants, 3.399 habitatges, i 2.888 famílies La densitat de població era de 69,42 habitants per km².
Dels 3.399 habitatges en un 51,1% hi vivien nens de menys de 18 anys, en un 75,2% hi vivien parelles casades, en un 4,7% dones solteres, i en un 15,0% no eren unitats familiars. En l'11,0% dels habitatges hi vivien persones soles l'1,6% de les quals corresponia a persones de 65 anys o més que vivien soles. El nombre mitjà de persones vivint en cada habitatge era de 3,10 i el nombre mitjà de persones que vivien en cada família era de 3,35.
Per edats la població es repartia de la següent manera: un 35,1% tenia menys de 18 anys, un 6,0% entre 18 i 24, un 33,5% entre 25 i 44, un 22,2% de 45 a 64 i un 3,2% 65 anys o més.
L'edat mediana era de 31,9 anys. Per cada 100 dones hi havia 105,01 homes. Per cada 100 dones de 18 o més anys hi havia 104,85 homes.
La renda mediana per habitatge era de 60.109 $ i la renda mediana per família de 61.650 $. Els homes tenien una renda mediana de 50.053 $ mentre que les dones 27.260 $. La renda per capita de la població era de 20.606 $. Aproximadament el 2,9% de les famílies i el 4,2% de la població estaven per davall del llindar de pobresa.

## Poblacions més properes
El següent diagrama mostra les poblacions més properes.